# Jimi Hendrix
James Marshall „Jimi” Hendrix (n. Johnny Allen Hendrix; n. 27 noiembrie 1942, Seattle, Washington, SUA – d. 18 septembrie 1970, Greater London, Anglia, Regatul Unit) a fost un cântăreț, compozitor și chitarist american. Deși cariera sa a durat doar patru ani, este considerat unul dintre cei mai influenți chitariști din istoria muzicii universale, și unul dintre cei mai celebri muzicieni ai secolului XX. Rock and Roll Hall of Fame îl descrie ca fiind „probabil cel mai mare instrumentist din istoria muzicii rock”.
Născut în Seattle, Washington, Hendrix a început să cânte la chitară la vârsta de 15 ani. După liberarea din serviciul militar, acesta își urmează chemarea artistică, acompaniind diferite formații în localuri din Statele Unite. După ce basistul Chas Chandler îi devine manager, artistul se mută în Anglia, unde creează primele sale hituri alături de The Jimi Hendrix Experience. Printre acestea se numără „Hey Joe”, „Purple Haze” și „The Wind Cries Mary”. Faima sa se propagă în Statele Unite după concertul de la Festivalul Monterey din 1967, și odată cu lansarea albumului său final, Electric Ladyland, în 1968.
Artistul moare din cauza consumului de barbiturice în 1970, la vârsta de 27 de ani, devenind rapid o figură emblematică în cultura psihedelică a lumii occidentale. Post-mortem, i-au fost acordate o serie cuprinzătoare de onoruri, fiind listat de revistele Time și Rolling Stone ca cel mai mare chitarist electric din toate timpurile.

## Biografie

### Începuturi

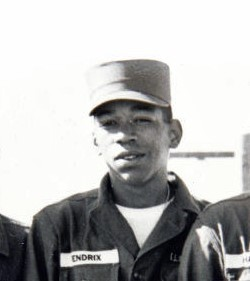
Jimi Hendrix în timpul serviciului militar, 1961

Jimi a învățat să cânte la chitară la vârsta de 15 ani, pe când copilărea în Seattle, Washington, fiind influențat de legendele blues-ului B.B. King și Robert Johnson. La început a cântat pentru formații locale doar pentru răcoritoare și hamburgeri. În 1959, la 17 ani, s-a înrolat în Air Force, unde a servit ca parașutist până când, datorită unei accidentări, cariera sa militară s-a încheiat. Până în anul 1963 el cânta(se) pentru Little Richard, The Isley Brothers, Wilson Pickett, Jackie Wilson, ca cel de-al doilea chitarist sau chitarist de rezervă. Deși stângaci, el a cântat cu chitara pentru dreptaci, folosind-o răsturnată. Nu și-a încercat șansele de unul singur până în anul 1965, după ce l-a ascultat pe Bob Dylan cântând.

### Cariera
S-a reținut să pornească o carieră solo până în acel moment, nepăsându-i de vocea pe care o avea, dar dacă Dylan poate să se descurce cu vocea sa care suna destul de ciudat, el - Jimi de ce nu ar putea? Mai întâi, s-a făcut cunoscut cântând blues în cluburi din Greenwich Village, New York, sub numele Jimmy James, trupa sa numindu-se Blue Flames. S-a răspândit repede în oraș, zvonul existenței unui chitarist nou care putea să scoată din chitara sa Fender Stratocaster sunete nemaiauzite de cineva până atunci. Muzicieni de prin tot orașul veneau să-l vadă cântând, iar unul dintre ei, aflat în vizită în oraș, era basistul trupei Animals - Chas Chandler. Impresionat profund, Chandler îl convinge pe Jimi să se mute în Anglia, promițându-i că-l va face faimos. În Anglia, Chandler devine managerul lui Hendrix, îi aduce un basist - Noel Redding și un baterist - Mitch Mitchell, formând astfel Jimi Hendrix Experience. Trio-ul a urcat foarte repede culmile succesului în US și UK, unde piesele Hey Joe, Purple Haze, The Wind Cries Mary au ajuns în top 10 în prima jumătate a anului 1967.

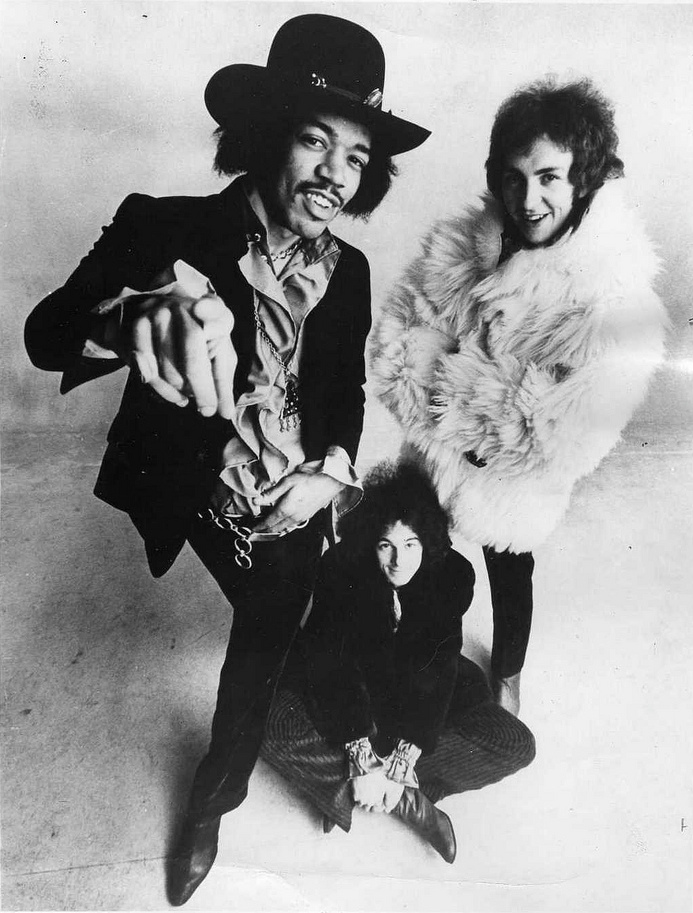
Jimi Hendrix ca membru al The Jimi Hendrix Experience, circa 1968

Albumul de debut al lui Jimi împreună cu Experience, intitulat Are You Experienced?, a fost lansat, inițial, doar în Anglia, la începutul anului 1967. Acest album a afișat nu doar calitățile de chitarist de excepție ale lui Hendrix, ci și abilitatea sa de a scrie versuri pentru piesele albumului. În iunie 1967, el s-a întors în America pentru a participa la Monterey Pop Festival, unde a trebuit să cânte după un show de zile mari făcut de cei de la The Who.
După ce publicul l-a privit pe Peter Townsend (The Who) distrugându-și chitara pe scenă, ridicând astfel miza spectacolului, Jimi a încheiat dând foc chitarei sale.
La început a cântat în turnee prin Statele Unite, deschizând concertele pentru mai multe trupe. Dar nu trece foarte mult timp, până când pornește la drum cu propriul turneu. Albumul Are You Experienced? deși a fost lansat în SUA într-o versiune puțin diferită de versiunea lansată în Marea Britanie, a avut parte de un succes uriaș. Hendrix a înregistrat, în scurta sa viață, doar 3 albume concepute în studio, celelalte două fiind: Axis Bold As Love lansat în 1968, și dublul LP ELectric Ladyland, înregistrat de asemenea în 1968. Ambele albume fiind considerate de unii mai experimentale decât albumul de debut.
Ultimul album aduce ceva nou în lumea muzicii prin folosirea inedită chiar a întregului de înregistrări pe post de instrument, realizare posibilă cu ajutorul inginerului de sunet Eddie Kramer. La începutul anului 1969, Jimi desființeaza The Jimi Hendrix Experience. În luna mai, este arestat în Toronto, Canada pentru posesie de heroină, dar mai târziu a fost găsit nevinovat.
În luna august, este cel care cântă la închiderea celebrului festival de la Woodstock, unde concertează cu o trupă de moment, numită Band Of Gypsies, pe care a format-o special pentru acest concert împreună cu bateristul Buddy Miles și basistul Billy Cox. Memorabilă rămâne de la reprezentația sa de la Woodstock, versiunea în care a cântat The Star Spangled Banner. În formatul acesta, a lansat un album de înregistrări live. La scurt timp, această formulă eșuează însă, și The Experience se reunește, însă nu pentru mult timp. Rămas singur, din nou, Hendrix înregistrează noi piese, însă fără să planifice lansarea unui nou album, datorită dificultăților întâmpinate în a găsi un grup potrivit de muzicieni pentru a înregistra și porni în turneu. 
La mijlocul anului 1970, Hendrix îi aduce din nou pe Mitchell și Cox, pentru a-l sprijini în turnee și pentru a începe înregistrarile unui nou dublu album, pe care Jimi ar fi intenționat să-l intituleze First Rays Of the New Rising Sun. Mai multe piese erau deja înregistrate pentru noul album, dar, din păcate, Hendrix moare pe 18 septembrie 1970, în timpul somnului provocat de beție, sufocat de propria vomă, iar albumul nu este finalizat. Jimi Hendrix a înregistrat o cantitate uriașă de material nelansat în timpul vieții sale, material ce a fost motiv al unei lungi dispute în tribunal.

### Moștenire

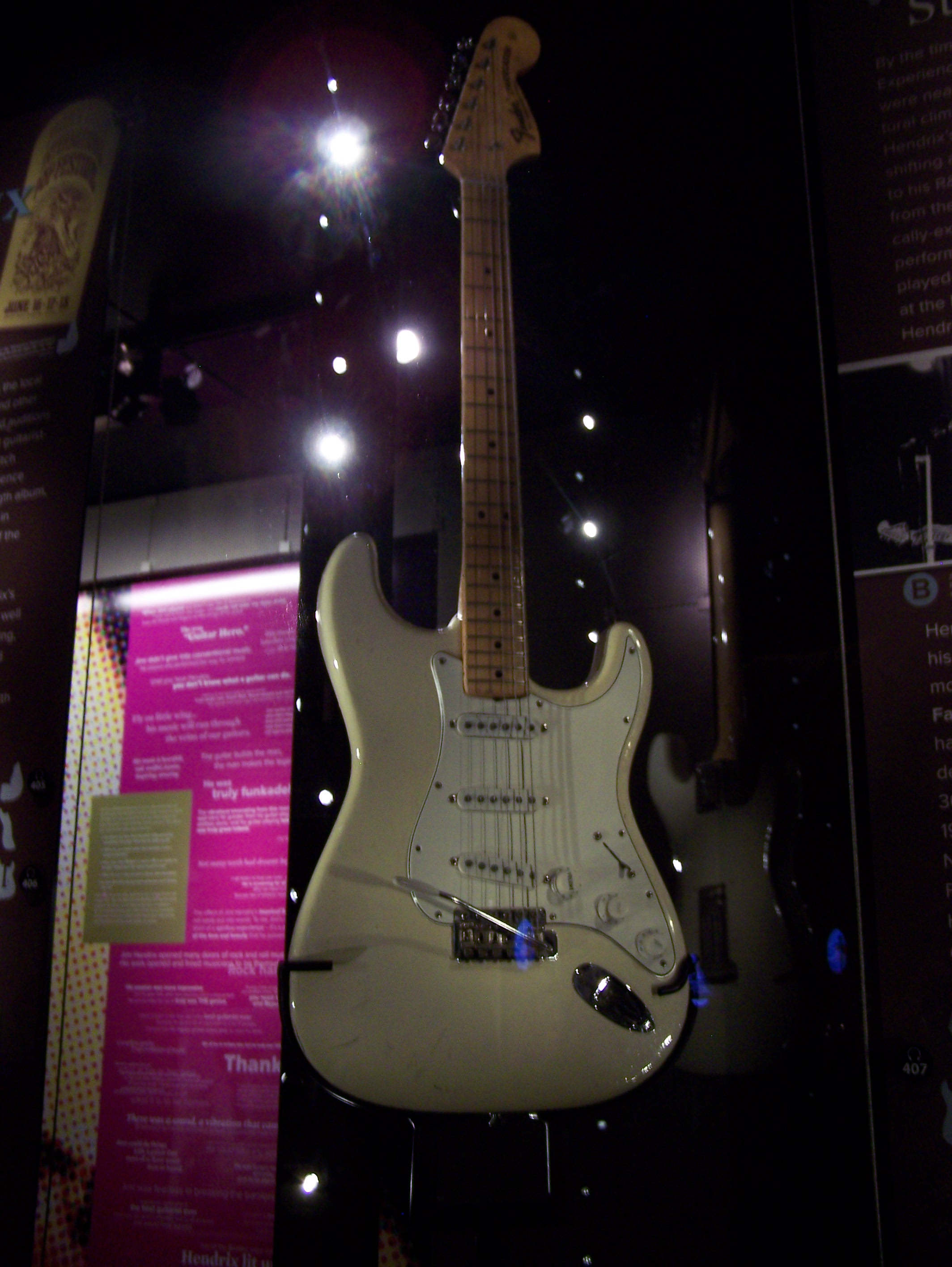
Chitara Fender Stratocaster, folosită de Hendrix în zilele Festivalului Woodstock

În 1995, această dispută este încheiată, iar drepturile asupra posesiunilor lui Hendrix, îi revin lui Al Hendrix, tatăl chitaristului. Împreună cu Janie, sora vitregă a lui Jimi, tatăl său au angajat pe John McDermott și pe inginerul de sunet al lui Jimi - Eddie Kramer pentru a prelucra cele 3 albumele dar și înregistrările nelansate, în vederea scoaterii pe piață a unor ediții CD. Astfel, în aprilie 1997, sunt relansate albumele lui Jimi, cu un sunet foarte mult îmbunătățit. 
Mai târziu, au apărut în magazinele de muzică și compilații precum First Rays Of the New Rising Sun, sau South Saturn Delta ( cu piese precum: Cry Of Love, Rainbow Bridge, War heroes, Crash Landing). Au urmat și alte materiale de arhivă: Radio One, extins mai târziu pe un dublu cd - BBC Sessions (1998), iar în 1999 este lansat întreg concertul lui Jimi Hendrix de la Woodstock, precum și alte materiale LIVE înregistrate pe vremea când Jimi concerta cu Band Of Gypsies, lansate sub numele Live At The Fillmore East.

## Discografie

### Albume de Studio
- Are You Experienced? (1967)
- Axis: Bold As Love (1968)
- Electric Ladyland (1968)

### Albume Live
- Band of Gypsys (1970)

### Albume Live lansate post-mortem
- Hendrix in the West (1972)
- Jimi Plays Monterey (1986)
- The Last Experience Concert: Live at the Royal Albert Hall (1990)
- Stages (1991)
- Live at Woodstock (1999)
- Jimi Hendrix: Live at Berkeley (2003)

### Albume lansate post-mortem
- The Cry of Love (1971)
- Rainbow Bridge (1971)
- War Heroes (1972)
- Loose Ends (1974)
- Crash Landing (1975)
- Doriella Du Fontaine (Lightnin Rod) (1984)
- Rainy Day, Dream Away (2006)

### YouTube
- Jimi Hendrix — The Last 24 Hours
- What Makes Jimi Hendrix Such a Good Guitarist
- The Jimi Hendrix Experience - Voodoo Child (Slight Return) (Live In Maui, 1970)

### Website-uri
- The Jimi Hendrix Record Guide
- Official Jimi Hendrix website
- Early Hendrix — pre 1967 recordings
- Early career on the Southern Chitlin' Circuit Arhivat în 14 iulie 2006, la Wayback Machine.
- Jimi Hendrix French Website Arhivat în 13 iulie 2005, la Wayback Machine.
- Jimi Hendrix Biography Arhivat în 3 aprilie 2005, la Wayback Machine.
- Free Hendrix style guitar lessons
- Jimi Hendrix Lyrics
- Jimi Hendrix photos Arhivat în 3 martie 2016, la Wayback Machine.
- 'Reloading Machine Gun' — Jimi Hendrix Arhivat în 20 decembrie 2012, la Archive.is
- Online set lists and discography Arhivat în 10 octombrie 2004, la Wayback Machine.
- Extensive set lists for all live and studio recordings Arhivat în 10 decembrie 2007, la Wayback Machine.
- FBI file on James Marshall Hendrix
- Jimi Hendrix info Arhivat în 28 octombrie 2005, la Wayback Machine.
- Jimi Hendrix, homosexualul de ocazie Arhivat în 26 iunie 2012, la Wayback Machine., 20 mai 2010, Gabriela Lupu, România liberă